# JAR (архиватор)
JAR — инструмент для создания сжатых файлов архивов, который, как правило, использует .J в качестве расширения файла. Автором является Роберт К. Джанг и должен был быть преемником ARJ. С помощью него можно добиться хорошего сжатия, но не в широком использовании. JAR не следует путать с расширением файла .jar, потому что подобные расширения применяются для Java Archive files, которые на самом деле являются zip файлами с некоторыми встроенными метаданными.
Одна внутренняя лицензия стоит 45$, а 2-10 лицензий для некоммерческого использования стоит 15$ на один компьютер. Однако, цена на один компьютер стремительно уменьшается, чем больше лицензий приобретается у правообладателя.